# إيفان ناغايف
إيفان ناغايف، من مواليد 3 يوليو 1989 في أوزبكستان، هو لاعب كرة قدم أوزبكي يلعب لنادي القادسية الكويتي في دوري فيفا الكويتي.

## روابط خارجية
- إيفان ناغايف على موقع الاتحاد الدولي (مؤرشف)  (الإنجليزية)
- إيفان ناغايف على موقع قاعدة بيانات كرة القدم.إي يو (الإنجليزية)
- إيفان ناغايف على موقع ناشيونال فوتبول تيمز (الإنجليزية)
- إيفان ناغايف على موقع Soccerway.com (الإنجليزية)